# فرانسيس دانيال باستوريوس
فرانسيس دانيال باستوريوس (بالإنجليزية: Francis Daniel Pastorius)‏ (26 سبتمبر، 1651 – 1720) كان مُعلمًا مولودًا في ألمانيا، ومحاميًا، وشاعرًا، ومسؤولًا عموميًا. كان مؤسس جيرمان تاون، بنسلفانيا وهي حاليًا جزء من فيلادلفيا، وهي أول مستوطنة أمريكية ألمانية دائمة وبوابة المهاجرين المتتابعين من ألمانيا. 

## نشأته
ولد فرانتس دانيال باستوريوس في زومرهاوسن في دوقية فرنكونيا الألمانية، لعائلة لوثرية ثرية. تلقى تعليمه الثانوي في فيندسهايم (أيضًا في فرنكونيا)، هنالك حيث انتقلت عائلته في عام 1659. تدرب على المحاماة في بعض من أفضل الجامعات الألمانية في أيامه، ومن ضمنها جامعة ألتدورف، وجامعة ستراسبورغ، وجامعة ينا. بدأ مهنته في باد فيندسهايم، وتابع في فرانكفورت أم ماين. كان صديقًا مقربًا للاهوتي اللوثري قائد حركة التقوية فيليب يعقوب سبينر خلال التطور المبكر لحركة سبينر في فرانكفورت. عمل بين عامي 1680 و1682 معلمًا خاصًا مصاحبًا لنبيل شاب أثناء سنة استراحته في ألمانيا، وإنجلترا، وفرنسا، وسويسرا وهولندا. تكشف سيرة حياة باستوريوس عن الاستياء المتزايد من الكنيسة اللوثرية، وعن حالة شبابه في ألمانيا في عصر الحكم المطلق. وعندما كان شابًا بالغًا سببت أخلاقه المسيحية توترًا في علاقته مع والده ميلتشيور آدم (1624 – 1702)، الذي كان محاميًا ثريًا وعمدةً في ويندسهايم. وصلت هذه المصاعب إلى ذروتها في 1677-1679 وهي سنوات الاضطراب في هذه المدينة الإمبراطورية. عاد باستوريوس إلى ويندسهايم بعد أن أكمل درجة الدكتوراه في القانون، وبدأ حياته المهنية في القانون، قمع عائلته وأصدقاءه (بدعم من عائلة هابسبورغ) تمردًا شعبيًا ضد تجاوزات للحكم الأوليغاركي (حكم الأقلية). غادر منزله في هذه الحالة في عام 1679، وانضم إلى الأتقياء اللوثريين في فرانكفورت، وألحّ بشكل متكرر على الالتزام بالقاعدة الذهبية المسيحية. هاجر إلى بنسلفانيا بعد أربع سنوات، ولم يعد أبدًا إلى ويندسهايم. 

## إلى فيلادلفيا
في عام 1683، عرضت مجموعة من المينوتاتيين، والأتقياء، والصاحبيين، وكانوا يتضمنون أبراهام أوب دين غريف ابن عم وليام بن، أن يعمل باستوريوس وكيلًا لهم لشراء أرض في بنسلفانيا من أجل جعلها مستوطنة. سافر باستوريوس إلى فيلادلفيا. في فيلادلفيا، تفاوض مع مالك المستعمرة وليام بن على شراء 15000 فدان (61 كيلومتر مربع) منه، وخطط مستوطنة جيرمان تاون حيث سيعيش حتى وفاته. عمل باستوريوس في العديد من المكاتب العامة بصفته واحدًا من المواطنين القياديين في جيرمان تاون. كان أوّل عمدة، وأيضًا عضوًا في مجلس بنسلفانيا العام في عامي 1687 و1691. 

## كتاباته
كتب في نطاق واسع في مواضيع تمتد من تربية النحل إلى الدين. «كان أوّل شاعر ذا شأن في بنسلفانيا، وواحدًا من أهم الشعراء في أمريكا المبكرة (ماري صول، بّي. 294)». توفر مؤلفاته المألوفة الواسعة نظرةً في ثقافة التنوير المبكرة في بنسلفانيا الاستعمارية. كان أيضًا شاعرًا متمكنًا، تظهر أعماله في كتاب أوكسفورد الجديد للشعر في القرن السابع عشر. كانت أهم كتب باستوريوس مخطوطته «خلية النحل»، الموجودة حاليًا في غرفة الكتب النادرة في جامعة بنسلفانيا. وهو كتابه المألوف، الذي يضم الشعر، وأفكاره عن الدين والسياسة، وقوائم بالكتب التي راجعها مع مقتطفات منها. ومن الأمور المهمة أيضًا وصفه الجغرافي لبنسلفانيا، الذي نُشر لأول مرة تحت عنوان الوصف الجغرافي التفصيلي لبنسلفانيا آخر ولاية مُبتدعة (1700). تضمن هذا الكتاب أيضًا العديد من رسائله للوطن ألمانيا. شملت مخطوطاته دراسات حول البستنة، والقانون، والزراعة، والطب.
نشرت مطبعة جامعة ولاية بنسلفانيا في عام 2019 كتابًا (reader) يتضمن مقتطفات من أعمال فرانسيس دانيال باستوريوس.

## روابط خارجية
- فرانسيس دانيال باستوريوس على موقع الموسوعة البريطانية (الإنجليزية)